# Nepals kommunistiska parti (Mashal)
Nepals kommunistiska parti (Mashal) var ett politiskt parti i Nepal, bildat 1985 av Mohan Pokharel Baidya, Pushpa Kamal Dahal och andra avhoppare från Nepals kommunistiska parti (Masal).
Den förvirrande namnlikheten mellan de båda partierna blev inte mindre av att de uttalades exakt likadant och betydde samma sak. Masal och Mashal är två stavningsvarianter av det nepalesiska ordet för "fackla". Båda partierna definierade dessutom sin ideologi som "marxism-leninism-Mao Zedongs tänkande".
1986 omdefinierade dock NKP (Mashal) denna programförklaring till "marxism-leninism-maoism" och genomförde flera attentat; några polisstationer attackerades och en staty av kung Tribhuvan målades svart. Efter dessa aktioner arresterades ett femtiotal aktivister från partiets studentrörelse.
Aktionerna resulterade också i intern kritik, bland annat därför att det underjordiska partiet på detta sätt blev känt för allmänheten. Baidya och flera andra ledande partifunktionärer fick sparken och Dahal utsågs till ny generalsekreterare.  
1990 gick NKP (Mashal) ihop med NKP (CM), NKP (J) och andra vänstergrupper och bildade NKP (EK).